# Кумеков, Булат Ешмухамбетович
Куме́ков Була́т Ешмухамбе́тович (родился 5 августа 1940 года, Тараз, Казахстан) — казахский историк-востоковед, доктор исторических наук, академик НАН РК, специалист по средневековой истории Центральной Азии, истории тюркских народов, кипчаковедению и восточному источниковедению.

## Биография
Старший из семи детей. Булат Кумеков родился 5 августа 1940 года в городе Тараз в Казахстане. В 1957 году поступил на арабское отделение восточного факультета Ташкентского государственного университета. В 1961 году был направлен на стажировку в Багдадский университет с целью повышения знания арабского языка и литературы. С декабря 1963 года по февраль 1965 года работал в Египте на Высотной Асуанской плотине в качестве переводчика.
В ноябре 1966 года Булат Кумеков был на три года прикомандирован в Ленинградское отделение Института востоковедения АН СССР. В 1970 году Кумеков защитил кандидатскую диссертацию на тему «Государство кимаков IX—XI вв. по арабским источникам».
С 1974 года по 1996 год работал заведующим отделом древней и средневековой истории Казахстана. В 1994 году в Институте востоковедения РАН Кумеков защитил докторскую диссертацию на тему «Арабские источники по истории кипчаков, куманов и кимеков VIII—XIII вв.».
После, с 1996 года до 2007 года, работал в казахском гуманитарно-юридическом университете заведующим кафедрой, директором центра кипчаковедения и директором Международного института кипчаковедения. 

С января 2008 года и по июль 2009 года был главным научным сотрудником Института истории и этнографии им. Ч. Ч. Валиханова МОН РК. В августе 2009 года занял пост директора Международного института кипчаковедения КазНУ им. аль-Фараби.
С сентября 2012 года Булат Кумеков профессор Евразийского университета им. Л. Н. Гумилева и участник клуба ученых «Академик».

## Научная деятельность
Булату Кумекову принадлежит научное открытие Государства кимеков IX—XI веков, признанное зарубежными учеными. Кумеков создал научную школу и разработал новое направление в науке - кипчаковедение.
Также Кумеков открыл единственный в мире Международный институт кипчаковедения. Цель института - координировать исследования специалистов по изучению истории и культуры Тюркского мира, Арабского Востока и народов Восточной Европы. В институте налажены контакты и сотрудничество с научными центрами и учеными США, Венгрии, Египта, Турции, Ирана, Англии, Франции, Китая, Японии, России, Болгарии, Румынии, Украины, Армении.

## Публикации
Булат Кумеков является автором 6 индивидуальных и семи коллективных монографий, а также автором более 35 научных статей.

## Научные звания
Булат Кумеков доктор исторических наук, член-корреспондент и академик НАН РК.

## Награды
- Орден Парасат (2014)[11].
- Орден «Барыс» III степени(2022)[12]
- Почётная грамота Кыргызской Республики (6 мая 2002 года, Кыргызстан) — за большой вклад в изучение и пропаганду истории и культуры Кыргызского народа[13].